# Bán đảo Lôi Châu
Bán đảo Lôi Châu (chữ Hán phồn thể: 雷州半島, giản thể: 雷州半岛; phiên tiếng Quảng Đông: leoi4 zau1 bun3 dou2; bính âm: léizhōu bàndǎo; phiên tiếng Mân Nam: lûi-chiu pòaⁿ-tó) là một trong ba bán đảo lớn nhất của Trung Quốc. Bán đảo này nằm ở cực nam của lãnh thổ tỉnh Quảng Đông, phía tây nhìn ra vịnh Bắc Bộ, phía nam cách đảo/tỉnh Hải Nam 30 km qua eo biển Quỳnh Châu và phía đông nhìn ra Biển Đông.

## Địa chất

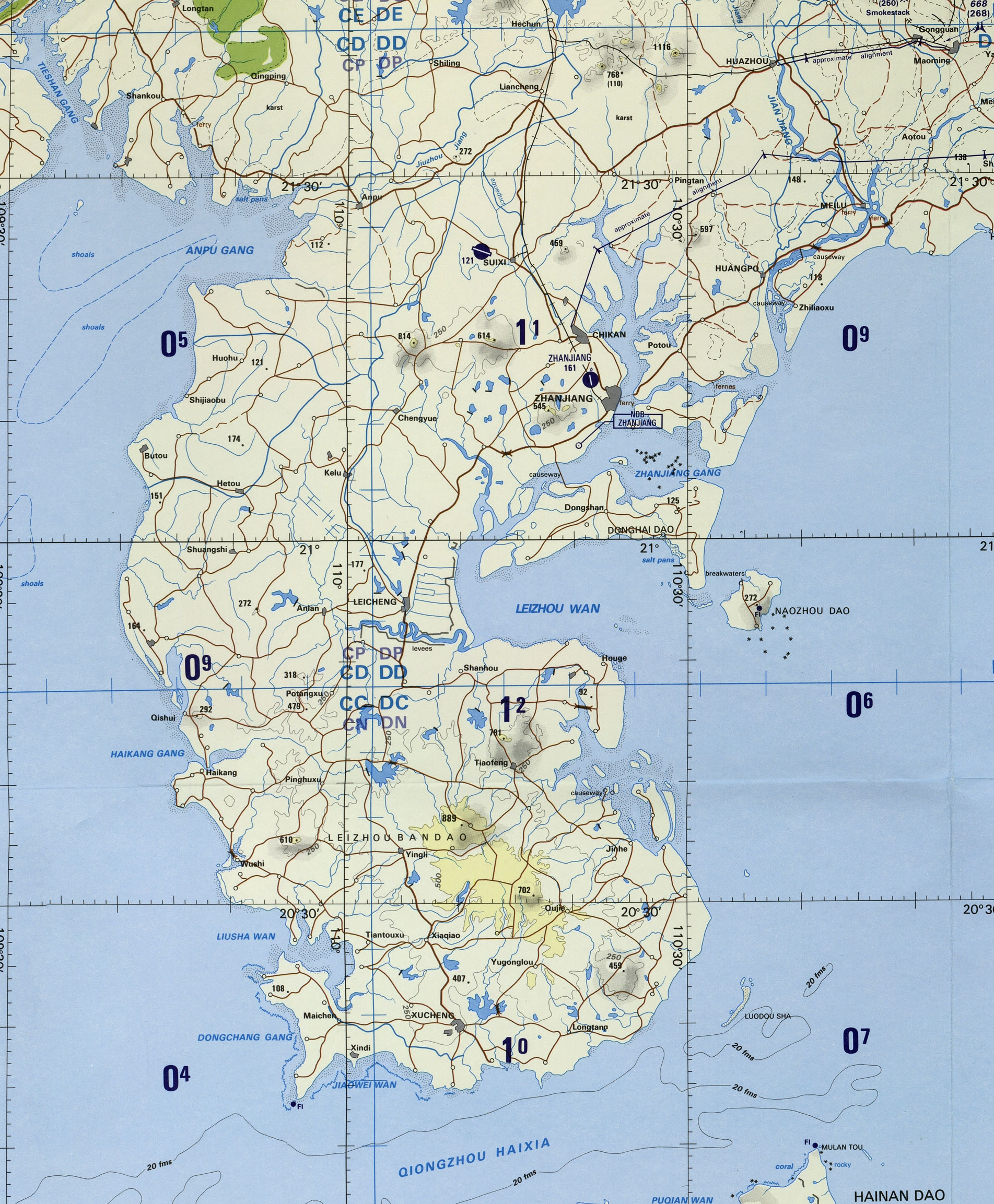
Bản đồ địa hình

Về mặt địa chất, thềm bazan chiếm 43% diện tích đất của bán đảo Lôi Châu, phần còn lại là thềm biển (27%) và các đồng bằng phù sa (17%). Trên bán đảo này có một số núi lửa ngưng hoạt động cũng như một số đồng bằng lũ tích. Thành phố trên bán đảo này là Trạm Giang. Căn cứ hải quân Trung Quốc cũng đóng tại đây.

## Khí hậu
Bán đảo này nằm trong khu vực nam Trung Hoa nhiệt đới. Khu vực này chịu ảnh hưởng của gió mùa đông bắc mang tính chất lục địa và gió mùa đông nam hay tây nam mang tính đại dương. Các trận bão đôi khi xảy ra, xuất phát cả từ ngoài Thái Bình Dương lẫn Biển Đông. Lượng mưa hàng năm vào khoảng 1.400-1.700 mm.

## Thành thị
- Trạm Giang
- Lôi Châu
- Ngô Xuyên
- Liêm Giang